# Société généalogique d'Utah
La Société généalogique d'Utah (Genealogical Society of Utah) est un organisme à but non lucratif créé par la Corporation de la présidence de l'Église de Jésus-Christ des saints des derniers jours et consacré à la recherche généalogique et l'histoire familiale.
Les Saints des derniers jours considèrent que leur première obligation est d'accomplir, par procuration, les ordonnances du temple pour les membres décédés de leur famille afin de leur permettre de recevoir les bénédictions de l'Évangile. Cette volonté a motivé la définition de la spécification GEDCOM et la recherche d'actes anciens, notamment grâce à la technologie du microfilm.

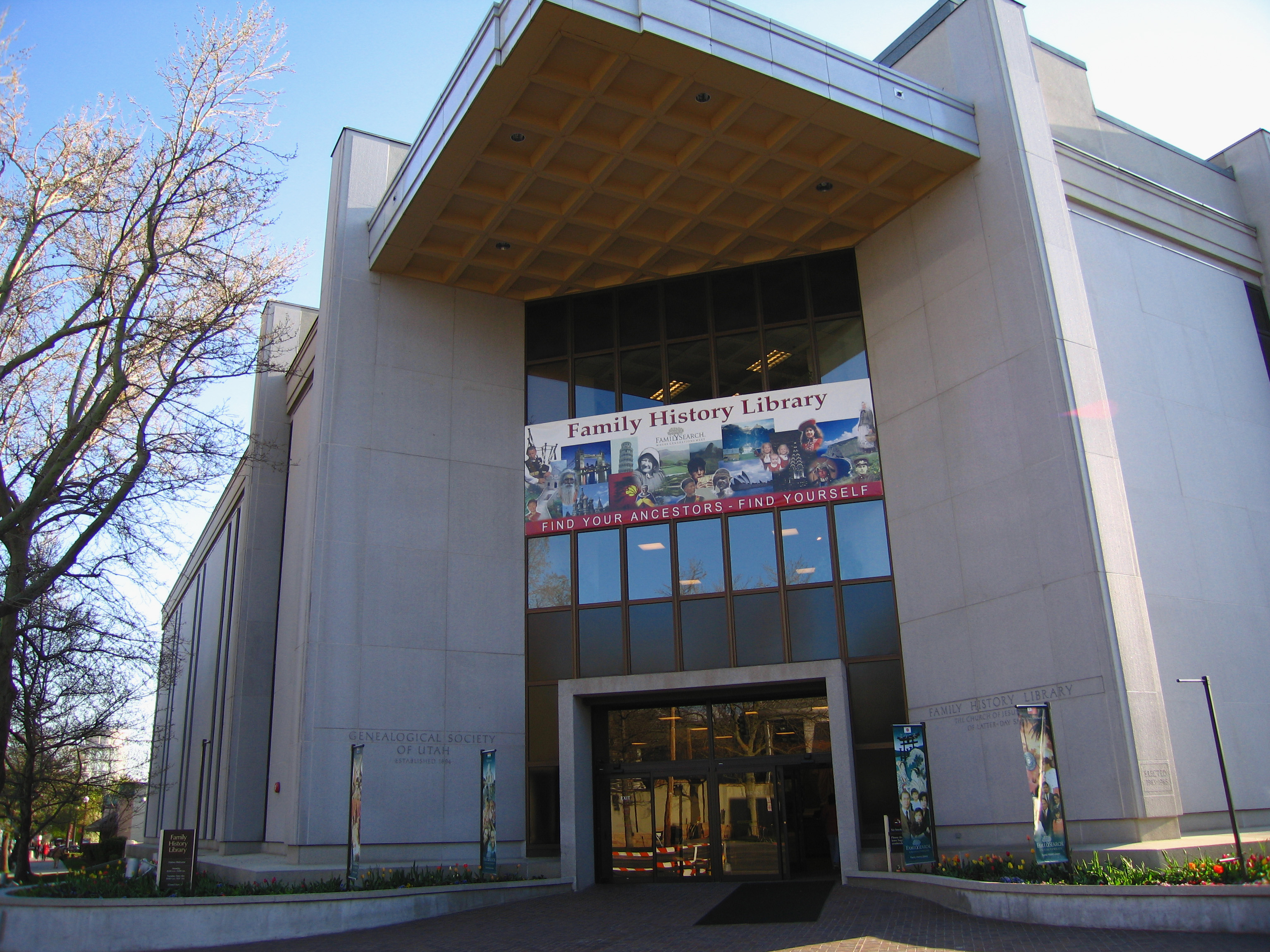
Bibliothèque généalogique de Salt Lake City.

## Histoire

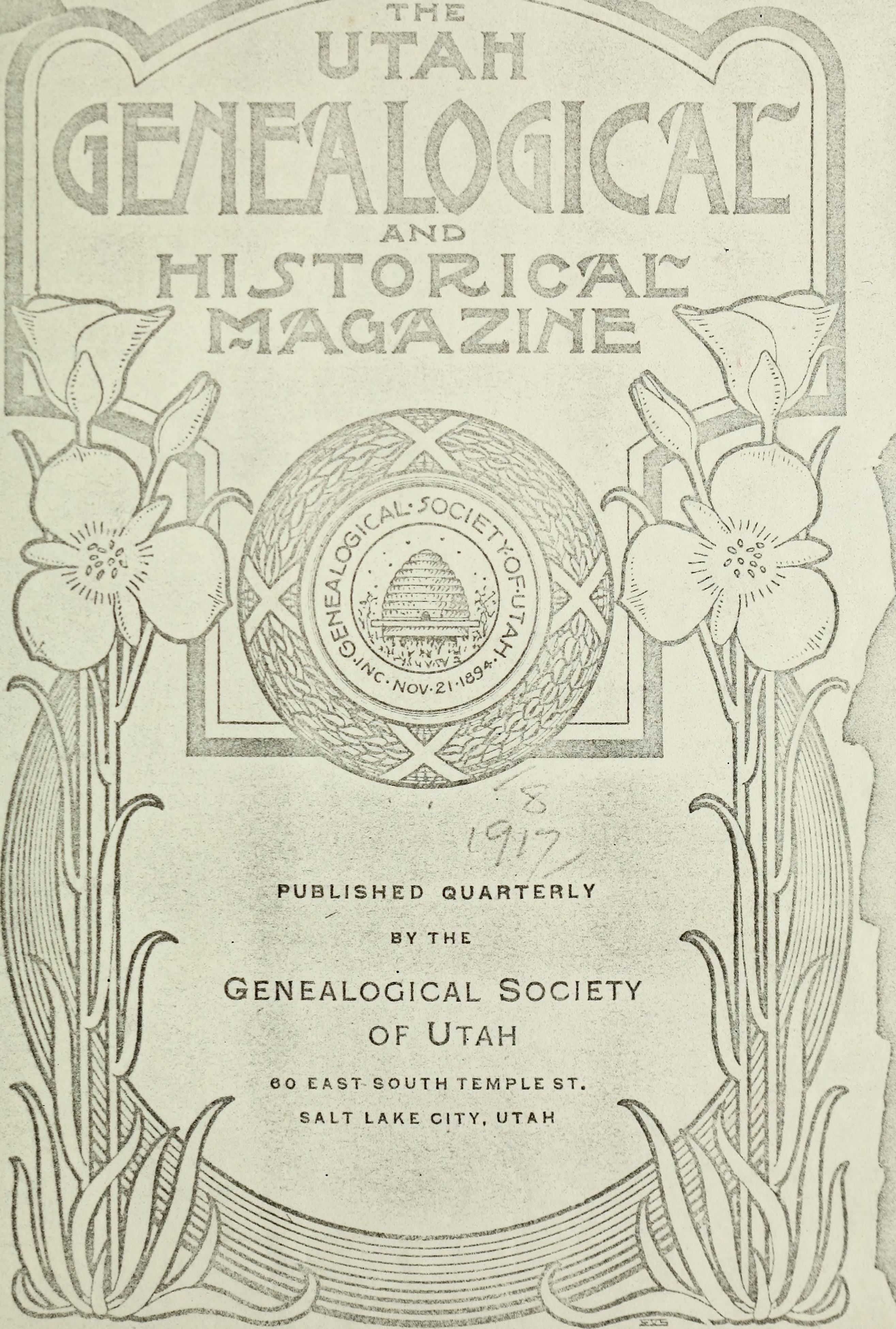
The Utah genealogical and historical magazine (1917)

La Société généalogique d'Utah est créée le 13 novembre 1894. Son but est de recueillir, compiler, établir et entretenir une bibliothèque généalogique à l'usage de tous, et de diffuser des informations concernant la recherche généalogique et la généalogie en général. En 1939, la Société entre dans le monde du microfilm pour obtenir des documents et des registres jusqu'alors inaccessibles. Le premier grand recueil se compose de reproductions photographiques de transcription dactylographiées de la plupart des anciens registres de comté de l'État du Tennessee. Par la suite le programme de microfilmage est étendu au reste des États-Unis et du monde. Après la Deuxième Guerre mondiale, les opérations photographiques sont étendues au Royaume-Uni ainsi que les Pays-Bas, la Belgique, la Suisse, certaines parties de l'Italie, l'Allemagne, les pays scandinaves et la Finlande.

## Chambre forte des archives de Granite Mountain (Granite Mountain Records Vault)
Le Granite Mountain Records Vault (également connu sous le nom de The Vault) est un grand centre d'archives et une chambre forte appartenant à l'Église de Jésus-Christ des Saints des Derniers Jours, creusé à 180m dans la face nord du Little Cottonwood Canyon, à environ 35 kilomètres de Salt Lake City. Les installations de Granite Mountain comprennent un local sec à environnement contrôlé utilisé pour le stockage à long terme des documents, ainsi que des bureaux administratifs, des quais d'expédition et de réception, une installation de traitement et un laboratoire de restauration pour les microfilms. La température naturelle dans les chambres d'entreposage est tout au long de l'année de 13 à 14 degrés et l'humidité naturelle est toujours de 40 à 50 pour cent. Ces conditions sont parfaites pour l'entreposage de microfilms.
Les documents stockés comprennent des informations généalogiques et familiales contenues dans plus de 2,4 millions de rouleaux de microfilms et 1 million de microfiches. Cela représente environ trois milliards de pages de documents généalogiques. La bibliothèque de microfilms de la chambre forte s'accroît de 40 000 rouleaux par an. Depuis 1999, l'église numérise les microfilms généalogiques stockés dans la chambre forte. L'église met les documents à la disposition du public dans ses centres d'histoire familiale, ainsi qu'en ligne sur son site web FamilySearch.
Il existe une deuxième chambre forte, deux miles plus haut dans le canyon. Cependant, cette chambre forte est détenue et exploitée par Perpetual Storage Inc. et est gérée dans un but lucratif.

## France
En 1946, un accord est conclu entre la Société française du microfilm et l'Église de Jésus-Christ des saints des derniers jours pour le microfilmage des registres d'état civil qui aboutit en 1949 au début du microfilmage des archives de l'état civil à Paris. 
Le 28 octobre 1960, un accord est passé entre la direction des Archives de France et la Société généalogique de Salt Lake City. 
Le 29 juin 1987, cet accord fait l'objet d'un avenant qui est approuvé par l'arrêté du 28 septembre 1987 diffusé au Journal Officiel du 20 novembre 1987.
Le 8 juillet 2002, un autre avenant précise les modalités d’application pour tenir compte de l’évolution des techniques d’exploitation et de diffusion des données microfilmées, notamment l’usage du réseau internet.
Le 25 avril 2013 la CNIL autorise la société FamilySearch International à mettre en œuvre un traitement automatisé de données à caractère personnel ayant pour finalités le transfert vers les États-Unis de documents d’archives publiques numérisés et la diffusion de l’image de ces documents sur son site internet à visée généalogique ainsi que dans ses centres de consultation.
Depuis 2015, les Mormons peuvent numériser l’état civil français, l’indexer et diffuser les images issues de ces registres d’état civil sur leur site internet, sous réserve d’avoir obtenu l’accord de chaque département concerné. La CNIL, dans sa délibération du 7 avril 2015, prend acte des finalités envisagées par les Mormons, elle estime ainsi “déterminée, explicite et légitime” la mise à disposition des copies d’archives à des fins généalogiques sur le site web de FamilySearch et dans les centres de consultation. Les données personnelles datant de moins de 120 ans sont masquées automatiquement.
Résultat : en cinq décennies, l’Église de Jésus-Christ des saints des derniers jours a réalisé en France plus de 120 000 microfilms, soit l’équivalent de 80 % de l’état civil des départements métropolitains sur une période couvrant plus d’un siècle.

### Termes de l'accord avec les Archives de France
La Société généalogique d'Utah effectue le microfilmage des registres paroissiaux et d'état civil de plus de cent ans d'âge conservés dans les services d'archives publiques françaises, afin de protéger ces documents et de les mettre en libre consultation dans son réseau de bibliothèques. Le but essentiel du microfilmage effectué par la Société généalogique d'Utah est de permettre à ses membres d'identifier leurs ancêtres afin de leur administrer dans leurs temples des rites religieux en accord avec la doctrine de l'Église de Jésus-Christ des saints des derniers jours. 
La Société généalogique d'Utah se voit accorder le droit d'accès et de copie en échange d'un exemplaire du microfilm, de la conservation du microfilm original dans un abri souterrain bénéficiant de conditions favorables à sa conservation, de la gratuité, pour les services d'archives français, des prestations du personnel de sécurité de l'abri souterrain et de la fourniture, sur demande des services d'archives français, de films supplémentaires ou de remplacement.

## International
- Suède

En 2009, Family Search et Svensk Arkivinformation (SVAR), une branche des Archives nationales de Suède, ont annoncé le lancement de la plus grande initiative d’indexation sur Internet jamais entreprise. Les deux groupes ont leur projet de faire appel à des volontaires lisant le suédois, à travers le monde, afin d’aider à la création d’un index gratuit sur Internet des registres paroissiaux de Suède, soit 200 ans d’histoire suédoise, contenant plus de 400 millions de noms.

## Support Familysearch
La Société Généalogique d'Utah utilise les données généalogiques (relatives à des personnes décédées) transmises au support FamilySearch dont l’un des objectifs principaux est de permettre une collaboration entre les utilisateurs du site FamilySearch qui souhaitent étendre leur connaissance de leurs lignées et dans le but de collaborer avec d'autres organisations (notamment des organisations généalogiques commerciales) pour créer une ascendance mondiale commune afin d'accroître la participation des gens aux recherches généalogiques et de préserver l'héritage humain commun. Cette collaboration entre organisations permet à la Société Généalogique d'Utah d'obtenir des données supplémentaires qui seront fournies gratuitement à tous les utilisateurs de FamilySearch, leur permettant ainsi d'augmenter leur connaissance de leurs lignes ancestrales.